# Hofje van Buytenwech

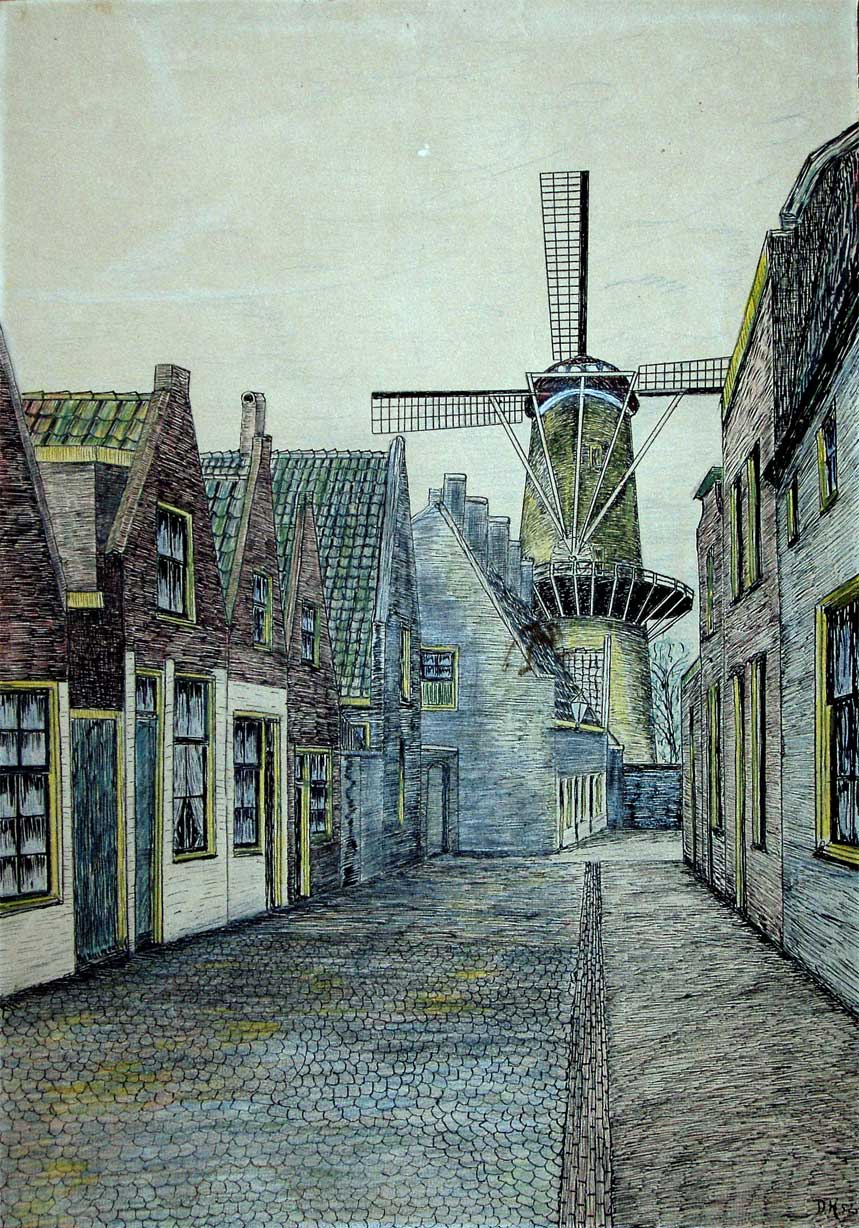
Het hofje van Buytenwech volgens een tekening uit 1952

Het hofje van Buytenwech (ook het Roomsch hofje) was een hofje van barmhartigheid gesticht in 1614 op het terrein van het voormalige Regulierenklooster aan de Raam in de Nederlandse stad Gouda.
Het hofje werd gesticht door de katholieke Elisabeth Buytenwech (geboren ca. 1563), weduwe van jhr. Symon Corneliszoon van Grypskercke. Zij was een dochter van de rijke burgemeester van Leiden Gerrit Beuckelsz Buytewech en Burchje Heyndricksdochter. Buytenwech en Van Grypskercke gingen op 22 april 1588 te Leiden in ondertrouw. Elisabeth woonde niet in Gouda, maar liet haar zaken behartigen door haar broer mr. Hendrik Buytewech, die in deze stad woonde. Zij liet vijftien huisjes bouwen op het voormalige terrein van het regulierenklooster (daarvoor het Brigittenklooster) aan de Raam. Na haar overlijden op 28 juni 1616 te Utrecht werden er nog vijf huisjes aan toegevoegd door haar neef Johan de Bruyn van Buytewech. Deze De Bruyn van Buytewech was ook de stichter van het Hofje van Nieuwkoop in Den Haag. De woningen in het Goudse hofje waren bestemd voor arme katholieke weduwen en dochters. Het hofje werd daarom ook wel het klopjeserf genoemd. Uiteindelijk bleek er in de 20e eeuw onvoldoende kapitaal overgebleven te zijn om het hofje in stand te houden. Enkele woningen hebben nog als pakhuis en werkplaats dienstgedaan. Vanwege de bouwvallige staat werden ook de laatste woningen in 1961 afgebroken.